# Zbigniew Dmitroca

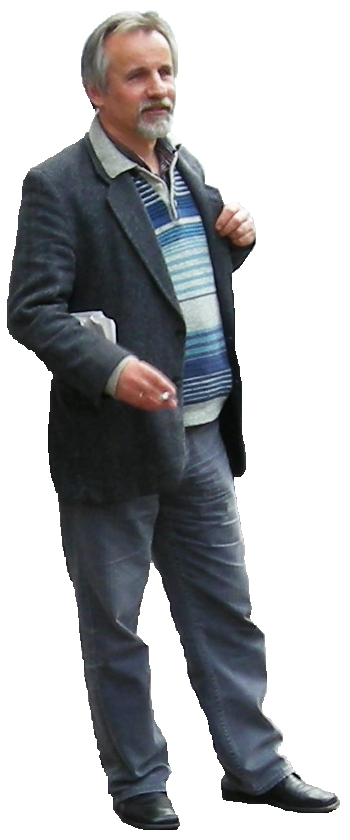
Zbigniew Dmitroca

Zbigniew Dmitroca (* 28. Februar 1962 in Niewirków bei Zamość) ist ein polnischer Lyriker, Märchenpoet, Übersetzer, Satiriker und Dramatiker.

## Biografie
Dmitroca legte sein Abitur in Zamość ab und studierte Polonistik in Lublin, Posen und Breslau. Er debütierte 1980 in der Literaturzeitschrift „Odra“. 1991–1999 erarbeitete er bei Radio Lublin die Kindersendung „Jasiek“. Er arbeitete für verschiedene Zeitschriften und Literaturjournale wie „Przekrój“, „Europa“, „Kresy“ und Radio „Dwójka“. Publikationen u. a. in „Czas Kultury“, „Literatura“, „Literatura na Świecie“, „Odra“ und „Więź“.
Dmitroca übersetzte u. a. Gedichte von Anna Achmatowa, Alexander Blok, Joseph Brodski, Wladislaw Chodassewitsch, Marina Zwetajewa, Nikolai Gumiljow, Sergej Jessenin, Anastasiya Kuzmina, Ossip Mandelstam und Wladimir Wyssozki.
Dmitrocas Lyrik wurde von Tom Pohlmann und Dieter Kalka ins Deutsche übersetzt und im Ostragehege sowie der Anthologie Es ist Zeit, wechsle die Kleider publiziert. Er nahm am deutsch-polnischen Lyrikfestival in Leipzig 1995 und in Lublin 1997 teil.

## Werke

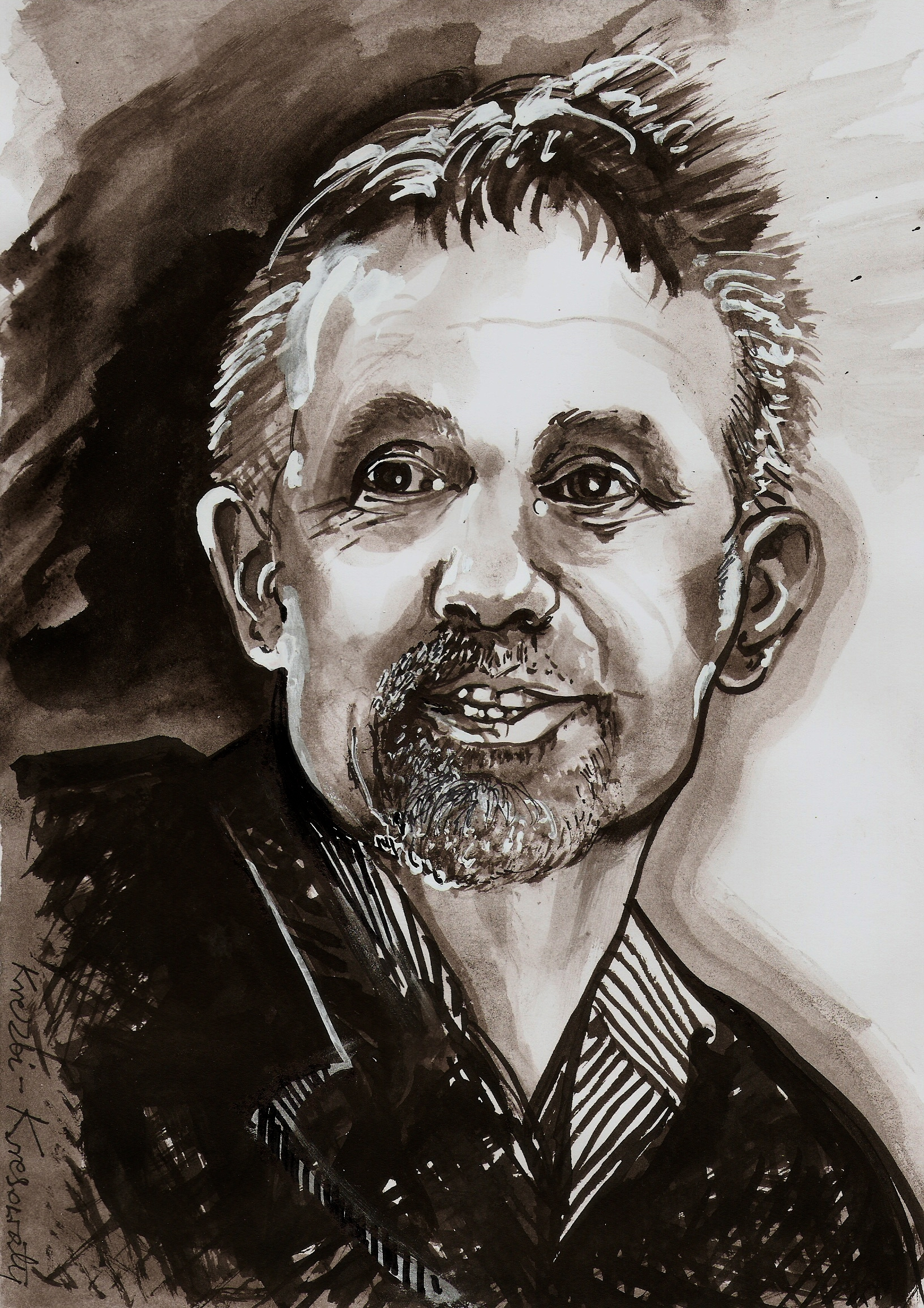
Zbigniew Dmitroca, Porträt von Zbigniew Kresowaty

### Lyrik
- Horror vacui (1993)
- Skamieliny, otoczaki, samorodki (1996)
- Niedoraj (2000)
- Zakaz przekraczania granicy (2008)

### Gedichte für Kinder
- Rozbrykana bryczka (1992)
- Baśnik (1994)
- Namolny mol (1995)
- Zezowata beza (1996)
- Kosy i kokosy (1998)
- Miś w parku (2002)
- Miś w cyrku (2002)
- Miś na wsi (2002)
- Miś w zoo (2002)
- Bajki niezapominajki (2003)
- Bal dla recytatorów (2004)
- Wiersze o zwierzętach na różnych kontynentach (2005)
- Dobre duszki (2006)
- Kotka Trajkotka (2006)
- Księga czarownic (2007)
- Zagadki wesołej gromadki (2008)
- Kolorowy zawrót głowy (2009)
- Raz, dwa, trzy... liczysz Ty! (2009)
- Literki na cztery fajerki (2010)
- Ptasie psoty i zgryzoty (2010)
- Wierszykowy zawrót głowy (2010)
- Księga zagadek na wszelki wypadek (2011)

### Satiren
- Ballada bez sensu i morału (1996)
- Alfabet imion (2000)

### Theater
- Do trzech razy sztuka (2004) (3 Stücke für Kinder)

### Übersetzungen
- Anna Achmatowa, Wiersze (1989) (zweisprachige Ausgabe verschiedener)
- Nikołaj Gumilow, Wiersze (1990) (zweisprachige Ausgabe verschiedener Nachdichter)
- Anna Achmatowa, Modlitwa (1993)
- Anna Achmatowa, Pojedynek miłości (1993) (verschiedene Nachdichter)
- Anna Achmatowa, Modlitwa (1998) (Neuausgabe)
- Anna Achmatowa, Milczenie było moim domem (2008)
- Tomas Venclova, Wiersze sejneńskie (2008) (verschiedene Nachdichter)

### Andere Publikationen
- Irena Słomińska, Wszechświatem będziemy we dwoje (2000) (Redaktion und Vorwort)
- Józef Czechowicz, Kołysanki i inne wiersze (2005) (Auswahl und Vorwort)
- Niezapomniane wiersze dla dzieci (2007) (Auswahl und Vorwort)
- Wiersze dla dzieci znane i lubiane (2008) (Auswahl und Vorwort)
- Najpiękniejsze baśnie braci Grimm (2008) (Redaktion und Vorwort)
- Skąd się biorą bajki? (2008) (Vinyl zusammen mit der Autorin Ewy Dados und dem Komponisten Piotr Bańka)